# Septemberverschwörung
Als Septemberverschwörung werden Pläne und Überlegungen zu einem Staatsstreich gegen Adolf Hitler bezeichnet, die von verschiedenen Gruppierungen und Einzelpersonen vor allem innerhalb der Abwehr im Sommer und September 1938 angestellt wurden. Maßgeblich betrieben wurden diese Pläne von Hans Oster, während Befehlshaber wie Erwin von Witzleben, Wilhelm Canaris und Ludwig Beck, Ernst von Weizsäcker aus dem Auswärtigen Amt und Reichsbankpräsident Hjalmar Schacht einbezogen waren. In indirektem Kontakt zu dieser Gruppe stand der Kreis um den ehemaligen Leipziger Oberbürgermeister Carl Goerdeler. Während sich die Verschwörer darin einig waren, den 1938 während der Sudetenkrise drohenden Krieg durch eine Beseitigung Hitlers verhindern zu wollen, blieb offen, ob Hitler verhaftet oder getötet werden sollte. Wie weit die Putschplanung vorangeschritten war, welche Erfolgsaussichten das Unternehmen hatte, und ob tatsächlich die diplomatische Lösung der Krise auf der Münchner Konferenz Hitler vor dem Sturz rettete, ist in der Forschung umstritten. Der Kreis der Verschwörer zerfiel jedenfalls.

## Teilnehmer
1938 bildete sich ein Widerstandskreis in der Amtsgruppe Ausland/Abwehr, der für den Fall einer Mobilmachung Kommandeure für Staatsstreichspläne in Berlin gewinnen konnte. Beteiligt waren unter anderem:
- Wilhelm Adam[1] (1877–1949), General
- Ludwig Beck (1880–1944), bisheriger Chef des Generalstabes des Heeres
- Walther von Brauchitsch (1881–1948), Oberbefehlshaber des Heeres
- Eduard Brücklmeier (1903–1944), Diplomat[2]
- Wilhelm Canaris (1887–1945), Leiter der Abwehr
- Hans von Dohnanyi (1902–1945), Regierungsrat im Reichsjustizministerium
- Hans Bernd Gisevius (1904–1974), Regierungsrat im Regierungspräsidium Potsdam
- Carl Goerdeler (1884–1945), ehemaliger Oberbürgermeister von Leipzig
- Helmuth Groscurth (1898–1943), Oberstleutnant der Amtsgruppe Ausland/Abwehr im Oberkommando des Heeres
- Franz Halder (1884–1972), Chef des Generalstabes des Heeres
- Paul von Hase (1885–1944), Kommandeur des Infanterie-Regiments 50 der 3. Infanterie-Division
- Wolf Heinrich Graf von Helldorff (1896–1944), Polizeipräsident von Berlin
- Hans-Albrecht Herzner (1907–1942), Abwehroffizier
- Erich Kordt (1903–1969), Leiter des Ministerbüros im Reichsaußenministerium
- Hans Oster (1887–1945), Abwehroffizier
- Fritz-Dietlof Graf von der Schulenburg (1902–1944), Vizepolizeipräsident von Berlin
- Carl-Heinrich von Stülpnagel (1886–1944), Oberquartiermeister im Generalstab des Heeres
- Erwin von Witzleben (1881–1944), Kommandierender General des III. Armeekorps und Befehlshaber im Wehrkreis III (Berlin)

Darüber hinaus waren der Kaiserenkel Wilhelm von Preußen als zukünftiger „Reichsregent“ sowie Generaloberst Kurt von Hammerstein-Equord in die Pläne eingeweiht.

## Planung und Scheitern
Gemäß den Planungen der Verschwörer sollte am 28. September 1938, auf dem Höhepunkt der Sudetenkrise, ein Stoßtrupp unter der Führung von Hauptmann Friedrich Wilhelm Heinz und Korvettenkapitän Franz-Maria Liedig in die Reichskanzlei eindringen. Hitler sollte festgesetzt und an einen sicheren Ort gebracht werden, damit er später vor Gericht gestellt werden könne. Bei einer letzten Einsatzbesprechung des engsten Verschwörerkreises (Oster, Witzleben, Gisevius, Dohnanyi, Heinz und Liedig) in Osters Wohnung um den 20. September 1938 änderten die Verschwörer, nachdem Witzleben die Zusammenkunft verlassen hatte, die Absprache in einem wesentlichen Punkt: Hitler sollte während eines inszenierten Handgemenges noch in der Reichskanzlei erschossen werden, da selbst ein angeklagter Hitler, so argumentierte vor allem Heinz, noch eine Gefahr darstelle.
Als am 28. September 1938 die überraschende Nachricht kam, dass Hitler der Münchener Konferenz mit Chamberlain, Daladier und Mussolini zur friedlichen Regelung der Sudetenfrage zugestimmt hatte, erreichte seine Popularität in der Bevölkerung einen neuen Höhepunkt. Mit einem Mal erschien Hitler, der nur widerstrebend der Konferenz zugestimmt hatte, als Bewahrer des Friedens. Die Verschwörer, „die gehofft hatten, Hitlers militärisches Abenteurertum als Waffe für seine Absetzung und Vernichtung einsetzen zu können“, sahen keine ausreichende Handhabe mehr, gegen Hitlers Regime loszuschlagen. „‚Chamberlain rettete Hitler‘, so beurteilten sie voller Bitternis die Appeasementpolitik der Westmächte.“
Ob es sich bei den verschiedenen Plänen und Aktivitäten der Männer um Witzleben tatsächlich um einen konkreten Umsturzversuch handelte, ist in der Forschung umstritten. Joachim C. Fest formuliert in seiner Studie Staatsstreich: Der lange Weg zum 20. Juli (1994), dass der Erfolg der Münchner Konferenz das „vermutlich aussichtsreichste Unternehmen zum Sturz des NS-Regimes und zur Wiederherstellung rechtsstaatlicher Ordnung in Deutschland“ habe scheitern lassen, weil es die zentrale Begründung zunichtemachte, dass Hitler allen Warnungen zum Trotz einen Krieg entfesseln würde.  Der Historiker Henning Köhler verweist auf den geringen Quellenwert der Memoiren von Gisevius und Schacht, auf die sich die Forschung lange stützte, und betont, dass es keinerlei konkrete Planungen gab, wie man etwa nach erfolgreichem Attentat mit den zahlreichen Nationalsozialisten in Militär und Verwaltung umgehen wollte: „Es ist […] ein weiter Weg von der Bejahung radikalen Wechsels bis zur Planung eines Staatsstreichs“. Auch lässt sich kein klares Bild der „Septemberverschwörung“, über ihre Teilnehmer oder das Ausmaß der Vorbereitungen gewinnen. Jürgen Zarusky resümiert, dass es sich bei den Akteuren „um ein situativ bedingtes Konglomerat oppositioneller Tendenzen“ handelte, in dem Systemgegnerschaft und das Ringen um eine alternative Außenpolitik zusammenkamen“. Es fehlte ihnen aber „an einer gemeinsamen politischen Konzeption […], wenngleich es wohl einen nationalistischen Grundkonsens gab. Die Putschplanung „trug Züge eines Hasardspiels“, sodass der Behauptung, Chamberlain habe Hitler in München gerettet, angesichts der vielen Unsicherheiten jede feste Grundlage fehle.

## Folgen
Die Verschwörer erholten sich lange Zeit nicht von diesem Septemberschock. Nur ein kleiner Kern hielt weiterhin zusammen, aber ohne organisatorische Kraft zur Wiederholung eines solchen Unternehmens. Erst Claus Schenk Graf von Stauffenberg gelang es ab Herbst 1943, Staatsstreichpläne, die über ein bloßes Attentat hinausgingen, mit den Planungen zum „Unternehmen Walküre“ zu kombinieren, um das Attentat vom 20. Juli 1944 vorzubereiten.
Erst im September 1944 stieß die Gestapo bei Ermittlungen zum Attentat vom 20. Juli durch Aktenfunde in einer Außenstelle des Amtes Abwehr in Zossen auf die Umsturzpläne des Jahres 1938 und die Namen von Mitwissern. Im Oktober 1944 setzte Walter Huppenkothen Hitler ins Bild. Dieser ordnete die absolute Geheimhaltung der Erkenntnisse an und untersagte ihre Weiterleitung an die Oberreichsanwaltschaft. Die Bevölkerung sollte in der angespannten militärischen Situation an den Fronten sowie durch das Attentat auf Hitler nicht noch zusätzlich durch die Bekanntgabe von Verschwörungsplanungen aus der Zeit vor dem Krieg verunsichert werden.